# Lebeckia obovata
Lebeckia obovata är en ärtväxtart som beskrevs av Schinz. Lebeckia obovata ingår i släktet Lebeckia och familjen ärtväxter. Inga underarter finns listade i Catalogue of Life.